# VIMS
VIMS是日本一家聲優經紀公司，屬於ARTSVISION系列公司。VIMS於2001年創辦，原本是I'm Enterprise內一個部門，2007年（平成20年）11月22日註冊為株式會社，成為I'm Enterprise的子公司。
為了配合森久保祥太郎加入I'm Enterprise時提出成立個人事務所的要求，I'm Enterprise成立了VIMS，以旗下部門的形式運作。2007年，獲得前屬ARTSVISION的自由身女聲優堀江由衣加入後，VIMS註冊為株式會社，獨立為I'm Enterprise的子公司。

## 歷史
- 2001年－森久保祥太郎加入I'm Enterprise，由新設的部門「I'm Enterprise VIMS」（アイムエンタープライズVIMS）負責管理。
- 不詳－部門更名為「VIMS」
- 2007年11月22日－VIMS株式會社（株式会社ヴィムス）成立，正式脫離I'm Enterprise的編制，以I'm Enterprise子公司的名義營運。

## 所屬聲優

### 男性
- 市川太一
- 浦和希
- 梶裕貴
- 菊池幸利
- 坂本穩
- 野上翔
- 濱口慎太郎
- 本橋大輔
- 八代拓

### 女性
- 阿部里果
- 内村史子
- 榎吉麻弥
- 小峰華子
- 加納知沙
- 河井晴菜
- 黑瀨優子
- 櫻井絵美里サヴァンナ
- 大地葉
- 新名彩乃
- 野村真悠華
- 橋本千波
- 春村奈奈
- 東內麻里子
- 藤田奈央
- 堀江由衣
- 山本希望
- 結名美月
- 優木加奈
- 幸村惠理

## 前所屬聲優
- 内田國俊
- 織部ゆかり
- 五味紗也香
- 篠宮梨乃
- 西川貴裕
- 丸高大知
- 森久保祥太郎
- 鈴木崚汰（于2023年4月移籍）
- 木村千咲
- 篠田南
- 立花芽惠夢
- 村瀨步
- 井上奈奈
- 泊明日菜
- 福原綾香

## 外部連結
- 公司網站 （页面存档备份，存于）（日語）